# 강안희
강안희(1915년 4월 30일 ~)는 대법원 판사를 역임한 법조인이다.

## 생애
강안희는 개성직할시에서 철도국 공무원의 9 남매 장남으로 태어나 1930년 개성 공립상업학교를 졸업하고 철도국에서 철도공무원 10여년 근무하는 중에 서울역에서 본 고등문관시험에 합격한 젊은 관리에게서 자극을 받아 독학으로 법학을 공부해 1946년 4월 사법요원 시험과 사법요원 양성소 입소 시험에 합격하여 1948년 부산지방법원 판사에 임명된 이후 12년동안 부산지방법원에서만 재직하였으며 이후 대구고등법원 부장판사, 청주지방법원장, 서울형사지방법원장, 중앙선거관리위원, 서울가정법원장, 서울민사지방법원장, 서울고등법원장 등을 역임하다 1975년에 대법원 판사에 임명되어 1980년 4월 29일 정년 퇴임하였다. 퇴임사를 통해 "고루함이 없기 위한 지혜의 소금이요 다른 하나는 악마가 되지 않기 위한 양심의 소금"이 재판관에게 있어 필요한 소금이라고 말했다.
판사에 임명된 이후에도 부산 동아대학교에서 1968년에 <법률학상 재판의 논리에 있어서의 언어 분석 방법>이라는 논문으로 법학박사학위를 취득했고 2회에 걸쳐 미합중국 등 세계 각국의 사법제도를 시찰하였으며 판사로 재직하면서 20년동안 동아대학교 부산대학교 이화여자대학교 등에서 민법, 민사소송법과 법철학 등을 강의했으며 <재판논리의 분석> <형법요강> 등의 저서가 있다.
법관 생활을 하면서 기억에 오래도록 남았던 사건으로 정당방위가 인정되어 살인과 횡령이 무죄판결된 서민호 의원 사건과 복쟁이 살인사건으로 사형이 언도된 피고가 무죄가 선고될 때 밝게 웃던 모습이라고 밝혔다.